# Amblopala pherenice
Amblopala pherenice är en fjärilsart som beskrevs av Hans Fruhstorfer 1934. Amblopala pherenice ingår i släktet Amblopala och familjen juvelvingar. Inga underarter finns listade i Catalogue of Life.